# 大阪学院大学の人物一覧
大阪学院大学の人物一覧（おおさかがくいんだいがくのじんぶついちらん）は、大阪学院大学に関係する人物の一覧記事。

## 教職員
- 板橋菊松 - 元総長。帝国憲法学会代表。
- 船本修三 - 商学部教授。会計学、簿記原理。
- 安田一之 - 商学部教授。臨床心理学、教育学。
- 久我清 - 経済学部教授。一般均衡理論。
- 國定浩一 - 経済学部教授。元大和銀行専務、元りそな総合研究所会長。
- 三輪芳朗 - 経済学部教授。産業組織、コーポレートガバナンス。
- 大塚和義 - 国際学部教授。文化人類学。
- 佐古丞 - 国際学部教授。国際政治学。大阪学院大学高等学校校長。
- シルヴァン・旭西・ギニャール - 国際学部教授。音楽学、民族音楽。
- 多賀敏行 - 外国語学部教授。外交官。
- 笠谷和比古 - 法学部教授。歴史学者。
- 南川諦弘 - 大学院法務研究科教授。行政法。
- 高木多喜男 - 元大学院法務研究科教授。民法。
- 田邊光政 - 大学院法務研究科教授。商法。
- 村井敏邦 - 大学院法務研究科教授。刑事法。

### 特任教授・名誉教授等
- 高橋尚子 - 特任教授、国民栄誉賞受賞。（1995年卒業）
- 丹羽春喜 - 経済学部名誉教授。
- 武田隆二 - 流通科学部名誉教授。
- 高橋憲明 - 流通科学部名誉教授。
- 鬼木甫 - 経済学部名誉教授。経済学、理論経済学。
- 吉川淳 - 経済学部名誉教授。経済政策一般。
- 阿部照哉 - 法学部名誉教授。憲法。
- 笠原正雄 - 情報学部名誉教授。ディジタル通信工学。
- シジマール - サッカー部特別コーチ。
- 吉村光示 - サッカー部コーチ。
- 富永康博 - サッカー部GKコーチ。

## 出身者

### スポーツ
- 高橋尚子 - 元マラソン選手、国民栄誉賞受賞。
- 下村英士 - 元バレーボール選手、ロサンゼルス五輪代表。
- 吉田国昭 - 元バレーボール日本女子代表監督。
- 佐々木勇人 - 元プロサッカー選手。
- 石櫃洋祐 - 元プロサッカー選手。
- 笹垣亮介 - 元プロサッカー選手。
- 橋垣戸光一 - 元プロサッカー選手。
- 稲田康志 - 元プロサッカー選手。
- 妹尾隆佑 - 元プロサッカー選手。
- 馬場悠 - 元プロサッカー選手。
- 加藤健太 - 元プロサッカー選手。
- 吉井直人 - 元プロサッカー選手。
- 尾泉大樹 - 元プロサッカー選手。
- 瀧谷亮 - 元プロサッカー選手。
- 望月聖矢 - 元サッカー選手。
- 三好毅典 - 元プロサッカー選手。
- 金井拓也 - 元プロサッカー選手。
- 脇裕基 - 元プロサッカー選手。
- 梅田陸空 - プロサッカー選手、ベガルタ仙台所属。
- 岡村和哉 - プロサッカー選手、SONIO高松所属。
- 太田岳志 - プロサッカー選手、京都サンガF.C.所属。
- 桑島良汰 - プロサッカー選手、奈良クラブ所属。
- 澤崎凌大 - プロサッカー選手、FC大阪所属。
- 浜崎拓磨 - プロサッカー選手、松本山雅FC所属。
- 吉田実成都 - プロサッカー選手、レイジェンド滋賀FC所属。
- 吉田康幸 - プロサッカー選手、ラインメール青森FC所属。
- 土屋明大 - サッカー指導者、モンテディオ山形所属。
- 佐々木将貴 - サッカー指導者、鹿児島ユナイテッドFC所属。
- 男色ディーノ - プロレスラー、DDTプロレスリング所属。
- 今野翔太 - 元プロバスケットボール選手。
- 合田怜 - プロバスケットボール選手、大阪エヴェッサ所属。
- 木下誠 - プロバスケットボール選手、大阪エヴェッサ所属。
- 吉井裕鷹 - プロバスケットボール選手、アルバルク東京所属。
- 澤邉圭太 - プロバスケットボール選手、仙台89ERS所属。
- 久保俊巳 - 元プロ野球選手。
- 松岡高信 - 元プロ野球選手。
- 西川雅人 - 元プロ野球選手。
- 藤井優志 - 元プロ野球選手。
- 小林寛 - 元プロ野球選手。
- 金田和之 - 元プロ野球選手。
- 亀代順哉 - プロゴルファー。
- 木下稜介 - プロゴルファー。
- 森村孝志 - プロフットサル選手、日本代表。
- 小松沙季 - パラカヌー選手、元バレーボール選手。

### 芸能
- 上ノ薗公秀 - 構成作家、ディレクター。
- 山田さつき - 元山陰放送契約アナウンサー。
- 平野智一 - ラジオパーソナリティ、スタジアムDJ
- 渡邊雅之 - 演劇制作者、劇団ポプラ。

#### 音楽
- 岡野昭仁 - ミュージシャン、ポルノグラフィティ。
- 向井康二 - アイドル、Snow Man
- 打越元久 - ミュージシャン、ラジオDJ。
- clearance - ミュージシャン、アカペラヴォーカルグループ、ラジオDJ

#### 俳優
- 中林大樹 - 俳優。
- 井阪祐子 - モデル・タレント。
- 三浦剛 - 俳優。　※中退
- 石田弘志 - 俳優。
- 有田洋之 - 声優。
- 佐藤俊作 - 俳優。
- 石原善暢 - 俳優。

#### タレント・お笑い
- 山田雅人 - お笑いタレント。
- けーすけ - お笑い芸人、せーじ・けーすけ。
- 鳥肌実 - お笑い芸人。
- 福田充徳 - お笑い芸人、チュートリアル。
- 井上虫歯二本 - お笑い芸人。
- 寺家 - お笑い芸人、バッテリィズ。
- 川野翔 - お笑い芸人、サンライズ
- 笑福亭仁福 - 落語家。
- 桂文也 - 落語家。
- 立川文都 - 落語家。
- 笑福亭羽光 - 落語家。

### その他
- 谷川俊博 - 香川県宇多津町長、香川県広域水道企業団副企業長。
- 文野直樹 - イートアンド代表取締役社長
- 藤田優 - AmidAホールディングス創業者・代表取締役社長、ハンコヤドットコム創業者・代表取締役社長。
- 川満直樹 - 経営学者、同志社大学教授。
- 少路和伸 - 画家。
- 神田敏晶 - ITジャーナリスト。